# Liste des monuments historiques protégés en 1967
Cet article recense les monuments historiques français classés ou inscrits en 1967.

## Protections
| Édifice                                                         | Commune                          | Département             | Région                     | Protection | Base Mérimée                         | Coordonnées                        | Image |
| --------------------------------------------------------------- | -------------------------------- | ----------------------- | -------------------------- | ---------- | ------------------------------------ | ---------------------------------- | ----- |
| Château des Allymes                                             | Ambérieu-en-Bugey                | Ain                     | Auvergne-Rhône-Alpes       | inscrit    | « PA00116288 », notice no PA00116288 | 45° 58′ 25″ nord, 5° 24′ 37″ est   |       |
| Église Saint-Georges                                            | Bransat                          | Allier                  | Auvergne-Rhône-Alpes       | classé     | « PA00093020 », notice no PA00093020 | 46° 19′ 11″ nord, 3° 13′ 42″ est   |       |
| Château de Nomazy                                               | Moulins                          | Allier                  | Auvergne-Rhône-Alpes       | inscrit    | « PA00093192 », notice no PA00093192 | 46° 32′ 20″ nord, 3° 20′ 11″ est   |       |
| Chapelle Notre-Dame                                             | Annot                            | Alpes-de-Haute-Provence | Provence-Alpes-Côte d'Azur | inscrit    | « PA00080350 », notice no PA00080350 | 43° 58′ 09″ nord, 6° 40′ 17″ est   |       |
| Église Saint-Claude                                             | Sigonce                          | Alpes-de-Haute-Provence | Provence-Alpes-Côte d'Azur | inscrit    | « PA00080487 », notice no PA00080487 | 43° 59′ 44″ nord, 5° 50′ 28″ est   |       |
| Château de Gourdan                                              | Saint-Clair                      | Ardèche                 | Auvergne-Rhône-Alpes       | inscrit    | « PA00116779 », notice no PA00116779 | 45° 16′ 33″ nord, 4° 41′ 58″ est   |       |
| Immeuble Cornu                                                  | Vernoux-en-Vivarais              | Ardèche                 | Auvergne-Rhône-Alpes       | inscrit    | « PA00116846 », notice no PA00116846 | 44° 53′ 47″ nord, 4° 38′ 42″ est   |       |
| Chapelle des Dominicains de Viviers                             | Viviers                          | Ardèche                 | Auvergne-Rhône-Alpes       | classé     | « PA00116857 », notice no PA00116857 | 44° 28′ 52″ nord, 4° 41′ 30″ est   |       |
| Église Saint-Pierre et nécropoles                               | Isle-Aumont                      | Aube                    | Grand Est                  | classé     | « PA00078122 », notice no PA00078122 | 48° 12′ 43″ nord, 4° 07′ 33″ est   |       |
| Château de Ricey-Bas                                            | Les Riceys                       | Aube                    | Grand Est                  | inscrit    | « PA00078197 », notice no PA00078197 | 48° 00′ 18″ nord, 4° 22′ 13″ est   |       |
| Redoute de la Franqui                                           | Leucate                          | Aude                    | Occitanie                  | inscrit    | « PA00102741 », notice no PA00102741 | 42° 55′ 40″ nord, 3° 02′ 39″ est   |       |
| Château de Sanvensa                                             | Sanvensa                         | Aveyron                 | Occitanie                  | inscrit    | « PA00094181 », notice no PA00094181 | 44° 17′ 34″ nord, 2° 02′ 43″ est   |       |
| Château du Spesbourg                                            | Andlau                           | Bas-Rhin                | Grand Est                  | classé     | « PA00084586 », notice no PA00084586 | 48° 24′ 07″ nord, 7° 23′ 50″ est   |       |
| Site archéologique de Roquepertuse                              | Velaux                           | Bouches-du-Rhône        | Provence-Alpes-Côte d'Azur | classé     | « PA00081491 », notice no PA00081491 | 43° 31′ 58″ nord, 5° 16′ 17″ est   |       |
| Château d'Audrieu                                               | Audrieu                          | Calvados                | Normandie                  | classé     | « PA00111018 », notice no PA00111018 | 49° 12′ 15″ nord, 0° 35′ 42″ ouest |       |
| Hôtel Les Rives                                                 | Falaise                          | Calvados                | Normandie                  | inscrit    | « PA00111318 », notice no PA00111318 | 48° 53′ 27″ nord, 0° 11′ 28″ ouest |       |
| Château de la Tour                                              | Saint-Pierre-Canivet             | Calvados                | Normandie                  | inscrit    | « PA00111708 », notice no PA00111708 | 48° 55′ 09″ nord, 0° 14′ 35″ ouest |       |
| Manoir                                                          | Touques                          | Calvados                | Normandie                  | inscrit    | « PA00111758 », notice no PA00111758 | 49° 20′ 36″ nord, 0° 06′ 08″ est   |       |
| Château de Tour-en-Bessin                                       | Tour-en-Bessin                   | Calvados                | Normandie                  | inscrit    | « PA00111759 », notice no PA00111759 | 49° 17′ 58″ nord, 0° 46′ 51″ ouest |       |
| Logis du Maine-Giraud                                           | Champagne-Vigny                  | Charente                | Nouvelle-Aquitaine         | inscrit    | « PA00104277 », notice no PA00104277 | 45° 29′ 49″ nord, 0° 01′ 45″ est   |       |
| Église Saint-Jacques de La Jard                                 | La Jard                          | Charente-Maritime       | Nouvelle-Aquitaine         | inscrit    | « PA00104770 », notice no PA00104770 | 45° 39′ 16″ nord, 0° 35′ 09″ ouest |       |
| Corderie de l'Arsenal                                           | Rochefort                        | Charente-Maritime       | Nouvelle-Aquitaine         | classé     | « PA00104863 », notice no PA00104863 | 45° 56′ 20″ nord, 0° 57′ 21″ ouest |       |
| Caserne Latouche-Tréville                                       | Rochefort                        | Charente-Maritime       | Nouvelle-Aquitaine         | inscrit    | « PA00104862 », notice no PA00104862 | 45° 56′ 27″ nord, 0° 57′ 33″ ouest |       |
| Hôtel de Brémond d'Ars                                          | Saintes                          | Charente-Maritime       | Nouvelle-Aquitaine         | inscrit    | « PA00105253 », notice no PA00105253 | 45° 44′ 44″ nord, 0° 38′ 03″ ouest |       |
| Château d'Yssertieux                                            | Chalivoy-Milon                   | Cher                    | Centre-Val de Loire        | classé     | « PA00096754 », notice no PA00096754 | 46° 50′ 38″ nord, 2° 43′ 04″ est   |       |
| Rempart préhistorique de La Groutte                             | La Groutte                       | Cher                    | Centre-Val de Loire        | classé     | « PA00096809 », notice no PA00096809 | 46° 41′ 14″ nord, 2° 31′ 00″ est   |       |
| Château de la Ferté de Lazenay                                  | Lazenay                          | Cher                    | Centre-Val de Loire        | inscrit    | « PA00096822 », notice no PA00096822 | 47° 04′ 16″ nord, 2° 03′ 51″ est   |       |
| Chapelle des Pénitents de Donzenac                              | Donzenac                         | Corrèze                 | Nouvelle-Aquitaine         | inscrit    | « PA00099765 », notice no PA00099765 | 45° 13′ 33″ nord, 1° 31′ 28″ est   |       |
| Immeuble                                                        | Donzenac                         | Corrèze                 | Nouvelle-Aquitaine         | inscrit    | « PA00099767 », notice no PA00099767 | 45° 13′ 38″ nord, 1° 31′ 24″ est   |       |
| Maison                                                          | Donzenac                         | Corrèze                 | Nouvelle-Aquitaine         | inscrit    | « PA00099768 », notice no PA00099768 | 45° 13′ 44″ nord, 1° 31′ 19″ est   |       |
| Porche du Puy-Soubre                                            | Donzenac                         | Corrèze                 | Nouvelle-Aquitaine         | inscrit    | « PA00099769 », notice no PA00099769 | 45° 13′ 42″ nord, 1° 31′ 20″ est   |       |
| Filitosa                                                        | Sollacaro                        | Corse-du-Sud            | Corse                      | classé     | « PA00099120 », notice no PA00099120 | 41° 44′ 50″ nord, 8° 52′ 17″ est   |       |
| Abbaye de Saint-Hippolyte                                       | Combertault                      | Côte-d'Or               | Bourgogne-Franche-Comté    | classé     | « PA00112221 », notice no PA00112221 | 46° 59′ 37″ nord, 4° 53′ 59″ est   |       |
| Hôtel Buffon                                                    | Dijon                            | Côte-d'Or               | Bourgogne-Franche-Comté    | inscrit    | « PA00112287 », notice no PA00112287 | 47° 19′ 09″ nord, 5° 02′ 40″ est   |       |
| Maison                                                          | Guingamp                         | Côtes-d'Armor           | Bretagne                   | inscrit    | « PA00089185 », notice no PA00089185 | 48° 33′ 45″ nord, 3° 09′ 10″ ouest |       |
| Menhir de La Pierre Longue                                      | Guitté                           | Côtes-d'Armor           | Bretagne                   | classé     | « PA00089192 », notice no PA00089192 | 48° 17′ 41″ nord, 2° 04′ 03″ ouest |       |
| Manoir de Lanvic                                                | Loc-Envel                        | Côtes-d'Armor           | Bretagne                   | inscrit    | « PA00089308 », notice no PA00089308 | 48° 30′ 39″ nord, 3° 25′ 08″ ouest |       |
| Menhir dit Le Fuseau                                            | Plaine-Haute                     | Côtes-d'Armor           | Bretagne                   | inscrit    | « PA00089390 », notice no PA00089390 | 48° 25′ 51″ nord, 2° 51′ 09″ ouest |       |
| Manoir de la Grand'Isle                                         | Saint-Bihy                       | Côtes-d'Armor           | Bretagne                   | inscrit    | « PA00089581 », notice no PA00089581 | 48° 22′ 30″ nord, 2° 58′ 37″ ouest |       |
| Chapelle Saint-Pabu                                             | Saint-Guen                       | Côtes-d'Armor           | Bretagne                   | classé     | « PA00089629 », notice no PA00089629 | 48° 13′ 03″ nord, 2° 54′ 59″ ouest |       |
| Menhir de Parc-ar-Menhir                                        | Trémargat                        | Côtes-d'Armor           | Bretagne                   | inscrit    | « PA00089730 », notice no PA00089730 | 48° 19′ 44″ nord, 3° 16′ 05″ ouest |       |
| Menhir de la Ville-Juhel                                        | Le Vieux-Bourg                   | Côtes-d'Armor           | Bretagne                   | classé     | « PA00089745 », notice no PA00089745 | 48° 23′ 43″ nord, 2° 59′ 33″ ouest |       |
| Château de Sainte-Feyre                                         | Sainte-Feyre                     | Creuse                  | Nouvelle-Aquitaine         | inscrit    | « PA00100154 », notice no PA00100154 | 46° 08′ 29″ nord, 1° 55′ 00″ est   |       |
| Maison                                                          | Limalonges                       | Deux-Sèvres             | Nouvelle-Aquitaine         | inscrit    | « PA00101247 », notice no PA00101247 | 46° 07′ 47″ nord, 0° 10′ 09″ est   |       |
| Château de Hautefort                                            | Hautefort                        | Dordogne                | Nouvelle-Aquitaine         | classé     | « PA00082575 », notice no PA00082575 | 45° 15′ 35″ nord, 1° 08′ 42″ est   |       |
| Église Saint-Germain d'Auxerre                                  | Sorges                           | Dordogne                | Nouvelle-Aquitaine         | inscrit    | « PA00083005 », notice no PA00083005 | 45° 18′ 25″ nord, 0° 52′ 20″ est   |       |
| Chapelle Saint-Andéol de La Bâtie-Rolland                       | La Bâtie-Rolland                 | Drôme                   | Auvergne-Rhône-Alpes       | classé     | « PA00116889 », notice no PA00116889 | 44° 33′ 40″ nord, 4° 51′ 12″ est   |       |
| Église Saint-Germain-d'Auxerre de Dourdan                       | Dourdan                          | Essonne                 | Île-de-France              | classé     | « PA00087882 », notice no PA00087882 | 48° 31′ 45″ nord, 2° 00′ 42″ est   |       |
| Église Saint-Pierre de Lardy                                    | Lardy                            | Essonne                 | Île-de-France              | inscrit    | « PA00087932 », notice no PA00087932 | 48° 31′ 20″ nord, 2° 15′ 59″ est   |       |
| Château de Brécourt                                             | Douains                          | Eure                    | Normandie                  | inscrit    | « PA00099389 », notice no PA00099389 | 49° 03′ 06″ nord, 1° 25′ 26″ est   |       |
| Manoir de Saint-Léger                                           | La Lande-Saint-Léger             | Eure                    | Normandie                  | inscrit    | « PA00099466 », notice no PA00099466 | 49° 17′ 26″ nord, 0° 19′ 39″ est   |       |
| Église Saint-Rémy                                               | Auneau                           | Eure-et-Loir            | Centre-Val de Loire        | inscrit    | « PA00096961 », notice no PA00096961 | 48° 28′ 00″ nord, 1° 46′ 04″ est   |       |
| Église Saint-Étienne                                            | Meslay-le-Vidame                 | Eure-et-Loir            | Centre-Val de Loire        | classé     | « PA00097151 », notice no PA00097151 | 48° 16′ 49″ nord, 1° 27′ 33″ est   |       |
| Maison                                                          | Nogent-le-Roi                    | Eure-et-Loir            | Centre-Val de Loire        | inscrit    | « PA00097167 », notice no PA00097167 | 48° 38′ 53″ nord, 1° 31′ 59″ est   |       |
| Maison                                                          | Nogent-le-Roi                    | Eure-et-Loir            | Centre-Val de Loire        | inscrit    | « PA00097169 », notice no PA00097169 | 48° 38′ 53″ nord, 1° 31′ 56″ est   |       |
| Église Saint-Lubin                                              | Saint-Lubin-de-la-Haye           | Eure-et-Loir            | Centre-Val de Loire        | classé     | « PA00097197 », notice no PA00097197 | 48° 49′ 11″ nord, 1° 34′ 15″ est   |       |
| Dolmen de Keristin-Beuzec                                       | Concarneau                       | Finistère               | Bretagne                   | classé     | « PA00089891 », notice no PA00089891 | 47° 54′ 10″ nord, 3° 56′ 03″ ouest |       |
| Stèle protohistorique de Locamand                               | La Forêt-Fouesnant               | Finistère               | Bretagne                   | inscrit    | « PA00089959 », notice no PA00089959 | 47° 54′ 50″ nord, 3° 58′ 14″ ouest |       |
| Menhir de Lanveur                                               | Fouesnant                        | Finistère               | Bretagne                   | inscrit    | « PA00089966 », notice no PA00089966 | 47° 52′ 54″ nord, 4° 00′ 32″ ouest |       |
| Stèle protohistorique du Cosquer                                | Gouesnac'h                       | Finistère               | Bretagne                   | inscrit    | « PA00089969 », notice no PA00089969 | 47° 54′ 47″ nord, 4° 06′ 50″ ouest |       |
| Tumuli de Kergloff                                              | Kergloff                         | Finistère               | Bretagne                   | inscrit    | « PA00090016 », notice no PA00090016 | 48° 17′ 48″ nord, 3° 38′ 59″ ouest |       |
| Dolmens de Reun                                                 | Plovan                           | Finistère               | Bretagne                   | inscrit    | « PA00090276 », notice no PA00090276 | 47° 55′ 51″ nord, 4° 23′ 16″ ouest |       |
| Château de la Coudraie                                          | Tréméoc                          | Finistère               | Bretagne                   | inscrit    | « PA00090478 », notice no PA00090478 | 47° 55′ 12″ nord, 4° 13′ 16″ ouest |       |
| Église Saint-Félix de Saint-Félix-de-Pallières                  | Saint-Félix-de-Pallières         | Gard                    | Occitanie                  | classé     | « PA00103204 », notice no PA00103204 | 44° 01′ 22″ nord, 3° 55′ 55″ est   |       |
| Château du Busca-Maniban                                        | Mansencôme                       | Gers                    | Occitanie                  | inscrit    | « PA00094854 », notice no PA00094854 | 43° 52′ 24″ nord, 0° 19′ 09″ est   |       |
| Château du Rieutort                                             | Roquelaure                       | Gers                    | Occitanie                  | inscrit    | « PA00094904 », notice no PA00094904 | 43° 43′ 48″ nord, 0° 36′ 49″ est   |       |
| Hôtel Marbotin                                                  | Bordeaux                         | Gironde                 | Nouvelle-Aquitaine         | inscrit    | « PA00083199 », notice no PA00083199 | 44° 50′ 16″ nord, 0° 35′ 42″ ouest |       |
| Tour du Temple                                                  | Sainte-Foy-la-Grande             | Gironde                 | Nouvelle-Aquitaine         | inscrit    | « PA00083818 », notice no PA00083818 | 44° 50′ 31″ nord, 0° 12′ 56″ est   |       |
| Chapelle Saint-Michel                                           | Kaysersberg                      | Haut-Rhin               | Grand Est                  | classé     | « PA00085471 », notice no PA00085471 | 48° 08′ 21″ nord, 7° 15′ 49″ est   |       |
| Abbatiale de la Clarté-Dieu                                     | Eaunes                           | Haute-Garonne           | Occitanie                  | classé     | « PA00094326 », notice no PA00094326 | 43° 25′ 07″ nord, 1° 21′ 13″ est   |       |
| Ponts-Jumeaux enjambant le canal du Midi et le canal de Brienne | Toulouse                         | Haute-Garonne           | Occitanie                  | inscrit    | « PA00094628 », notice no PA00094628 | 43° 36′ 40″ nord, 1° 25′ 07″ est   |       |
| Château de Lavoûte-Polignac                                     | Lavoûte-sur-Loire                | Haute-Loire             | Auvergne-Rhône-Alpes       | inscrit    | « PA00092691 », notice no PA00092691 | 45° 07′ 03″ nord, 3° 53′ 40″ est   |       |
| Fontaine d'Esprels                                              | Esprels                          | Haute-Saône             | Bourgogne-Franche-Comté    | inscrit    | « PA00102151 », notice no PA00102151 | 47° 32′ 05″ nord, 6° 22′ 20″ est   |       |
| Chapelle Notre-Dame-du-Haut de Ronchamp                         | Ronchamp                         | Haute-Saône             | Bourgogne-Franche-Comté    | classé     | « PA00102263 », notice no PA00102263 | 47° 42′ 16″ nord, 6° 37′ 14″ est   |       |
| Hôtel                                                           | Saint-Cloud                      | Hauts-de-Seine          | Île-de-France              | inscrit    | « PA00088144 », notice no PA00088144 | 48° 50′ 27″ nord, 2° 13′ 08″ est   |       |
| Église Saint-Jacques                                            | Béziers                          | Hérault                 | Occitanie                  | classé     | « PA00103378 », notice no PA00103378 | 43° 20′ 16″ nord, 3° 12′ 51″ est   |       |
| Grand hôtel de Chalain                                          | Rennes                           | Ille-et-Vilaine         | Bretagne                   | inscrit    | « PA00090690 », notice no PA00090690 | 48° 06′ 43″ nord, 1° 40′ 35″ ouest |       |
| Petit hôtel de Chalain                                          | Rennes                           | Ille-et-Vilaine         | Bretagne                   | inscrit    | « PA00090729 », notice no PA00090729 | 48° 06′ 42″ nord, 1° 40′ 36″ ouest |       |
| Hôtel de Châteaugiron                                           | Rennes                           | Ille-et-Vilaine         | Bretagne                   | inscrit    | « PA00090687 », notice no PA00090687 | 48° 06′ 40″ nord, 1° 40′ 31″ ouest |       |
| Immeuble, librairie Le Failler                                  | Rennes                           | Ille-et-Vilaine         | Bretagne                   | inscrit    | « PA00090726 », notice no PA00090726 | 48° 06′ 42″ nord, 1° 40′ 37″ ouest |       |
| Immeuble, librairie Le Failler                                  | Rennes                           | Ille-et-Vilaine         | Bretagne                   | inscrit    | « PA00090728 », notice no PA00090728 | 48° 06′ 42″ nord, 1° 40′ 37″ ouest |       |
| Immeuble                                                        | Rennes                           | Ille-et-Vilaine         | Bretagne                   | inscrit    | « PA00090706 », notice no PA00090706 | 48° 06′ 40″ nord, 1° 40′ 32″ ouest |       |
| Immeuble                                                        | Rennes                           | Ille-et-Vilaine         | Bretagne                   | inscrit    | « PA00090724 », notice no PA00090724 | 48° 06′ 42″ nord, 1° 40′ 34″ ouest |       |
| Immeuble                                                        | Rennes                           | Ille-et-Vilaine         | Bretagne                   | inscrit    | « PA00090705 », notice no PA00090705 | 48° 06′ 40″ nord, 1° 40′ 34″ ouest |       |
| Immeuble, librairie Le Failler                                  | Rennes                           | Ille-et-Vilaine         | Bretagne                   | inscrit    | « PA00090730 », notice no PA00090730 | 48° 06′ 42″ nord, 1° 40′ 36″ ouest |       |
| Hôtel de Ferron                                                 | Rennes                           | Ille-et-Vilaine         | Bretagne                   | inscrit    | « PA00090694 », notice no PA00090694 | 48° 06′ 42″ nord, 1° 40′ 33″ ouest |       |
| Immeuble                                                        | Rennes                           | Ille-et-Vilaine         | Bretagne                   | inscrit    | « PA00090725 », notice no PA00090725 | 48° 06′ 43″ nord, 1° 40′ 35″ ouest |       |
| Immeuble, librairie Le Failler                                  | Rennes                           | Ille-et-Vilaine         | Bretagne                   | inscrit    | « PA00090727 », notice no PA00090727 | 48° 06′ 42″ nord, 1° 40′ 37″ ouest |       |
| Immeuble                                                        | Rennes                           | Ille-et-Vilaine         | Bretagne                   | inscrit    | « PA00090731 », notice no PA00090731 | 48° 06′ 43″ nord, 1° 40′ 33″ ouest |       |
| Maison                                                          | Issoudun                         | Indre                   | Centre-Val de Loire        | inscrit    | « PA00097360 », notice no PA00097360 | 46° 56′ 52″ nord, 1° 59′ 28″ est   |       |
| Maison                                                          | Issoudun                         | Indre                   | Centre-Val de Loire        | inscrit    | « PA00097361 », notice no PA00097361 | 46° 56′ 52″ nord, 1° 59′ 28″ est   |       |
| Église de Roussines                                             | Roussines                        | Indre                   | Centre-Val de Loire        | classé     | « PA00097443 », notice no PA00097443 | 46° 28′ 15″ nord, 1° 23′ 26″ est   |       |
| Chapelle Sainte-Radegonde                                       | Chinon                           | Indre-et-Loire          | Centre-Val de Loire        | classé     | « PA00097660 », notice no PA00097660 | 47° 10′ 06″ nord, 0° 15′ 13″ est   |       |
| Hôtel des Monnaies                                              | Chinon                           | Indre-et-Loire          | Centre-Val de Loire        | inscrit    | « PA00097672 », notice no PA00097672 | 47° 10′ 01″ nord, 0° 14′ 19″ est   |       |
| Hôtel                                                           | Chinon                           | Indre-et-Loire          | Centre-Val de Loire        | inscrit    | « PA00097673 », notice no PA00097673 | 47° 10′ 02″ nord, 0° 14′ 44″ est   |       |
| Maison                                                          | Crissay-sur-Manse                | Indre-et-Loire          | Centre-Val de Loire        | inscrit    | « PA00097727 », notice no PA00097727 | 47° 08′ 58″ nord, 0° 29′ 07″ est   |       |
| Maison à pans de bois                                           | Crissay-sur-Manse                | Indre-et-Loire          | Centre-Val de Loire        | inscrit    | « PA00097725 », notice no PA00097725 | 47° 08′ 59″ nord, 0° 29′ 08″ est   |       |
| Couvent des Augustins                                           | Crémieu                          | Isère                   | Auvergne-Rhône-Alpes       | classé     | « PA00117153 », notice no PA00117153 | 45° 43′ 29″ nord, 5° 15′ 02″ est   |       |
| Château de Morestel                                             | Morestel                         | Isère                   | Auvergne-Rhône-Alpes       | inscrit    | « PA00117228 », notice no PA00117228 | 45° 40′ 33″ nord, 5° 28′ 09″ est   |       |
| Château de Tournin                                              | La Tour-du-Pin                   | Isère                   | Auvergne-Rhône-Alpes       | inscrit    | « PA00117294 », notice no PA00117294 | 45° 33′ 31″ nord, 5° 26′ 30″ est   |       |
| Abbaye Saint-Ferréol                                            | Vienne                           | Isère                   | Auvergne-Rhône-Alpes       | inscrit    | « PA00117317 », notice no PA00117317 | 45° 31′ 31″ nord, 4° 52′ 22″ est   |       |
| Abbaye Saint-Laumer                                             | Blois                            | Loir-et-Cher            | Centre-Val de Loire        | classé     | « PA00098334 », notice no PA00098334 | 47° 35′ 01″ nord, 1° 19′ 53″ est   |       |
| Hôtel de Villeneuve                                             | Saint-Étienne                    | Loire                   | Auvergne-Rhône-Alpes       | inscrit    | « PA00117600 », notice no PA00117600 | 45° 26′ 07″ nord, 4° 23′ 20″ est   |       |
| Château de Launay                                               | Sucé-sur-Erdre                   | Loire-Atlantique        | Pays de la Loire           | inscrit    | « PA00108834 », notice no PA00108834 | 47° 19′ 44″ nord, 1° 29′ 32″ ouest |       |
| Château de Chevilly                                             | Chevilly                         | Loiret                  | Centre-Val de Loire        | inscrit    | « PA00098751 », notice no PA00098751 | 48° 01′ 34″ nord, 1° 51′ 15″ est   |       |
| Église Notre-Dame de Montbouy                                   | Montbouy                         | Loiret                  | Centre-Val de Loire        | inscrit    | « PA00098825 », notice no PA00098825 | 47° 51′ 39″ nord, 2° 49′ 13″ est   |       |
| Château du Hallier                                              | Nibelle                          | Loiret                  | Centre-Val de Loire        | inscrit    | « PA00098833 », notice no PA00098833 | 48° 01′ 02″ nord, 2° 18′ 42″ est   |       |
| Grotte ornée de Miers                                           | Miers                            | Lot                     | Occitanie                  | classé     | « PA00095168 », notice no PA00095168 | 44° 52′ 37″ nord, 1° 41′ 24″ est   |       |
| Grotte de Pergouset                                             | Saint-Géry                       | Lot                     | Occitanie                  | classé     | « PA00095240 », notice no PA00095240 | 44° 29′ 17″ nord, 1° 36′ 48″ est   |       |
| Tour d'Avance                                                   | Fargues-sur-Ourbise              | Lot-et-Garonne          | Nouvelle-Aquitaine         | inscrit    | « PA00084117 », notice no PA00084117 | 44° 12′ 17″ nord, 0° 08′ 39″ est   |       |
| Abbaye Saint-Serge                                              | Angers                           | Maine-et-Loire          | Pays de la Loire           | classé     | « PA00108863 », notice no PA00108863 | 47° 28′ 34″ nord, 0° 32′ 46″ ouest |       |
| Église Saint-Cyr-et-Sainte-Julitte de Jarzé                     | Jarzé Villages                   | Maine-et-Loire          | Pays de la Loire           | classé     | « PA00109139 », notice no PA00109139 | 47° 33′ 19″ nord, 0° 13′ 52″ ouest |       |
| Église Saint-Martin de Méon                                     | Noyant-Villages                  | Maine-et-Loire          | Pays de la Loire           | inscrit    | « PA00109183 », notice no PA00109183 | 47° 29′ 41″ nord, 0° 07′ 11″ est   |       |
| Hôpital Saint-Jean                                              | Montreuil-Bellay                 | Maine-et-Loire          | Pays de la Loire           | classé     | « PA00109198 », notice no PA00109198 | 47° 07′ 44″ nord, 0° 09′ 19″ ouest |       |
| Menhir de l'Accomodement                                        | Montreuil-Bellay                 | Maine-et-Loire          | Pays de la Loire           | inscrit    | « PA00109201 », notice no PA00109201 | 47° 07′ 03″ nord, 0° 08′ 09″ ouest |       |
| Église Saint-Aubin                                              | Turquant                         | Maine-et-Loire          | Pays de la Loire           | classé     | « PA00109386 », notice no PA00109386 | 47° 13′ 24″ nord, 0° 01′ 43″ est   |       |
| Menhir du Grésil                                                | Vaudelnay                        | Maine-et-Loire          | Pays de la Loire           | inscrit    | « PA00109118 », notice no PA00109118 | 47° 07′ 47″ nord, 0° 10′ 12″ ouest |       |
| Église Saint-Brice                                              | Beuzeville-au-Plain              | Manche                  | Normandie                  | inscrit    | « PA00110337 », notice no PA00110337 | 49° 25′ 52″ nord, 1° 17′ 10″ ouest |       |
| Château de la Paluelle                                          | Saint-James                      | Manche                  | Normandie                  | inscrit    | « PA00110577 », notice no PA00110577 | 48° 31′ 32″ nord, 1° 18′ 55″ ouest |       |
| Église Saint-Jean-Baptiste                                      | Saint-Jean-le-Thomas             | Manche                  | Normandie                  | inscrit    | « PA00110580 », notice no PA00110580 | 48° 43′ 49″ nord, 1° 30′ 49″ ouest |       |
| Chapelle des Calvairiennes                                      | Mayenne                          | Mayenne                 | Pays de la Loire           | classé     | « PA00109557 », notice no PA00109557 | 48° 18′ 20″ nord, 0° 37′ 23″ ouest |       |
| Château de Bois-du-Maine                                        | Rennes-en-Grenouilles            | Mayenne                 | Pays de la Loire           | inscrit    | « PA00109580 », notice no PA00109580 | 48° 29′ 50″ nord, 0° 31′ 04″ ouest |       |
| Château de Bazincourt-sur-Saulx                                 | Bazincourt-sur-Saulx             | Meuse                   | Grand Est                  | classé     | « PA00106495 », notice no PA00106495 | 48° 40′ 30″ nord, 5° 08′ 24″ est   |       |
| Alignements du Grand Resto et de Kersolan                       | Languidic                        | Morbihan                | Bretagne                   | classé     | « PA00091343 », notice no PA00091343 | 47° 50′ 37″ nord, 3° 04′ 48″ ouest |       |
| Menhir de Liorh Larzonnic                                       | Saint-Gildas-de-Rhuys            | Morbihan                | Bretagne                   | classé     | « PA00091676 », notice no PA00091676 | 47° 31′ 32″ nord, 2° 50′ 31″ ouest |       |
| Château du Bessay                                               | Toury-sur-Jour                   | Nièvre                  | Bourgogne-Franche-Comté    | inscrit    | « PA00113033 », notice no PA00113033 | 46° 42′ 43″ nord, 3° 14′ 49″ est   |       |
| Château de Tracy                                                | Tracy-sur-Loire                  | Nièvre                  | Bourgogne-Franche-Comté    | inscrit    | « PA00113034 », notice no PA00113034 | 47° 19′ 17″ nord, 2° 53′ 29″ est   |       |
| Hospice Gantois                                                 | Lille                            | Nord                    | Hauts-de-France            | classé     | « PA00107587 », notice no PA00107587 | 50° 37′ 53″ nord, 3° 04′ 05″ est   |       |
| Château de Raray                                                | Raray                            | Oise                    | Hauts-de-France            | inscrit    | « PA00114826 », notice no PA00114826 | 49° 15′ 38″ nord, 2° 42′ 43″ est   |       |
| Château du Repas                                                | Chênedouit                       | Orne                    | Normandie                  | inscrit    | « PA00110775 », notice no PA00110775 | 48° 46′ 06″ nord, 0° 21′ 26″ ouest |       |
| Château et temple protestant de Courtomer                       | Courtomer                        | Orne                    | Normandie                  | inscrit    | « PA00110787 », notice no PA00110787 | 48° 38′ 05″ nord, 0° 21′ 00″ est   |       |
| Château de la Pellonnière                                       | Le Pin-la-Garenne                | Orne                    | Normandie                  | inscrit    | « PA00110890 », notice no PA00110890 | 48° 26′ 20″ nord, 0° 32′ 18″ est   |       |
| Abbaye de Saint-Évroult                                         | Saint-Évroult-Notre-Dame-du-Bois | Orne                    | Normandie                  | classé     | « PA00110920 », notice no PA00110920 | 48° 47′ 27″ nord, 0° 27′ 50″ est   |       |
| Allée couverte de la Bertinière                                 | La Sauvagère                     | Orne                    | Normandie                  | classé     | « PA00110941 », notice no PA00110941 | 48° 37′ 31″ nord, 0° 26′ 10″ ouest |       |
| Hôtel Charlemagne                                               | 1er arrondissement de Paris      | Paris                   | Île-de-France              | classé     | « PA00085816 », notice no PA00085816 | 48° 51′ 56″ nord, 2° 20′ 27″ est   |       |
| Hôtel Coulanges                                                 | 4e arrondissement de Paris       | Paris                   | Île-de-France              | inscrit    | « PA00086286 », notice no PA00086286 | 48° 51′ 18″ nord, 2° 21′ 54″ est   |       |
| Immeuble                                                        | 7e arrondissement de Paris       | Paris                   | Île-de-France              | inscrit    | « PA00088779 », notice no PA00088779 | 48° 51′ 37″ nord, 2° 19′ 05″ est   |       |
| Hôtel d'Aubière                                                 | Clermont-Ferrand                 | Puy-de-Dôme             | Auvergne-Rhône-Alpes       | inscrit    | « PA00091998 », notice no PA00091998 | 45° 46′ 45″ nord, 3° 05′ 17″ est   |       |
| Église Saint-Félix-et-Saint-Armengol d'Ayguatébia               | Ayguatébia-Talau                 | Pyrénées-Orientales     | Occitanie                  | inscrit    | « PA00103965 », notice no PA00103965 | 42° 34′ 24″ nord, 2° 11′ 10″ est   |       |
| Église Saint-Julien-et-Sainte-Basilisse de Jujols               | Jujols                           | Pyrénées-Orientales     | Occitanie                  | inscrit    | « PA00104042 », notice no PA00104042 | 42° 34′ 08″ nord, 2° 17′ 41″ est   |       |
| Chapelle Saint-Martin de Fenollar                               | Maureillas-las-Illas             | Pyrénées-Orientales     | Occitanie                  | classé     | « PA00104045 », notice no PA00104045 | 42° 30′ 12″ nord, 2° 49′ 16″ est   |       |
| Fort de Bellegarde                                              | Le Perthus                       | Pyrénées-Orientales     | Occitanie                  | classé     | « PA00104090 », notice no PA00104090 | 42° 27′ 31″ nord, 2° 51′ 33″ est   |       |
| Hôpital Édouard-Herriot                                         | 3e arrondissement de Lyon        | Rhône                   | Auvergne-Rhône-Alpes       | inscrit    | « PA00117813 », notice no PA00117813 | 45° 44′ 38″ nord, 4° 52′ 56″ est   |       |
| Stade de Gerland                                                | 7e arrondissement de Lyon        | Rhône                   | Auvergne-Rhône-Alpes       | inscrit    | « PA00117986 », notice no PA00117986 | 45° 43′ 26″ nord, 4° 49′ 57″ est   |       |
| Château de Gros-Chigy                                           | Saint-André-le-Désert            | Saône-et-Loire          | Bourgogne-Franche-Comté    | inscrit    | « PA00113416 », notice no PA00113416 | 46° 30′ 08″ nord, 4° 33′ 32″ est   |       |
| Église Saint-Guingalois de Château-du-Loir                      | Montval-sur-Loir                 | Sarthe                  | Pays de la Loire           | inscrit    | « PA00109707 », notice no PA00109707 | 47° 41′ 38″ nord, 0° 25′ 07″ est   |       |
| Petit château d'Eaubonne                                        | Eaubonne                         | Val-d'Oise              | Île-de-France              | classé     | « PA00080041 », notice no PA00080041 | 48° 59′ 26″ nord, 2° 16′ 25″ est   |       |
| Vestiges gallo-romains de Vallangoujard                         | Vallangoujard                    | Val-d'Oise              | Île-de-France              | classé     | « PA00080218 », notice no PA00080218 | 49° 08′ 05″ nord, 2° 05′ 22″ est   |       |
| Église Saint-Jean-Baptiste de Fayence                           | Fayence                          | Var                     | Provence-Alpes-Côte d'Azur | inscrit    | « PA00081598 », notice no PA00081598 | 43° 37′ 24″ nord, 6° 41′ 45″ est   |       |
| Castrum Saint-Jean                                              | Rougiers                         | Var                     | Provence-Alpes-Côte d'Azur | classé     | « PA00081704 », notice no PA00081704 | 43° 24′ 19″ nord, 5° 51′ 37″ est   |       |
| Chapelle Notre-Dame de la Pépiole                               | Six-Fours-les-Plages             | Var                     | Provence-Alpes-Côte d'Azur | inscrit    | « PA00081740 », notice no PA00081740 | 43° 07′ 12″ nord, 5° 49′ 46″ est   |       |
| Château de Valbelle                                             | Tourves                          | Var                     | Provence-Alpes-Côte d'Azur | classé     | « PA00081764 », notice no PA00081764 | 43° 24′ 27″ nord, 5° 55′ 09″ est   |       |
| Hôtel Bernard de Rascas                                         | Avignon                          | Vaucluse                | Provence-Alpes-Côte d'Azur | classé     | « PA00081842 », notice no PA00081842 | 43° 56′ 55″ nord, 4° 48′ 29″ est   |       |
| Château de Dissay                                               | Dissay                           | Vienne                  | Nouvelle-Aquitaine         | inscrit    | « PA00105452 », notice no PA00105452 | 46° 41′ 58″ nord, 0° 25′ 43″ est   |       |
| Abbaye de Bonnevaux                                             | Marçay                           | Vienne                  | Nouvelle-Aquitaine         | inscrit    | « PA00105520 », notice no PA00105520 | 46° 29′ 05″ nord, 0° 13′ 56″ est   |       |
| Hôtel Jean de Moulin de Rochefort                               | Poitiers                         | Vienne                  | Nouvelle-Aquitaine         | inscrit    | « PA00105612 », notice no PA00105612 | 46° 34′ 55″ nord, 0° 20′ 55″ est   |       |
| Immeuble                                                        | Poitiers                         | Vienne                  | Nouvelle-Aquitaine         | inscrit    | « PA00105627 », notice no PA00105627 | 46° 34′ 59″ nord, 0° 20′ 36″ est   |       |
| Château de la Chaise                                            | Saint-Rémy-sur-Creuse            | Vienne                  | Nouvelle-Aquitaine         | inscrit    | « PA00105706 », notice no PA00105706 | 46° 56′ 34″ nord, 0° 41′ 31″ est   |       |
| Halles de Scorbé-Clairvaux                                      | Scorbé-Clairvaux                 | Vienne                  | Nouvelle-Aquitaine         | inscrit    | « PA00105727 », notice no PA00105727 | 46° 48′ 38″ nord, 0° 24′ 45″ est   |       |
| Tour de Villiers-Boivin                                         | Vézières                         | Vienne                  | Nouvelle-Aquitaine         | inscrit    | « PA00105771 », notice no PA00105771 | 47° 06′ 14″ nord, 0° 06′ 46″ est   |       |
| Châtelet de Villarnoux                                          | Bussières                        | Yonne                   | Bourgogne-Franche-Comté    | inscrit    | « PA00113628 », notice no PA00113628 | 47° 25′ 53″ nord, 4° 02′ 07″ est   |       |
| Église de Dixmont                                               | Dixmont                          | Yonne                   | Bourgogne-Franche-Comté    | classé     | « PA00113672 », notice no PA00113672 | 48° 04′ 54″ nord, 3° 24′ 50″ est   |       |
| Château de Jouancy                                              | Jouancy                          | Yonne                   | Bourgogne-Franche-Comté    | classé     | « PA00113719 », notice no PA00113719 | 47° 40′ 59″ nord, 4° 01′ 56″ est   |       |
| Église Saint-Aventin                                            | Mélisey                          | Yonne                   | Bourgogne-Franche-Comté    | classé     | « PA00113738 », notice no PA00113738 | 47° 54′ 59″ nord, 4° 04′ 43″ est   |       |
| Chapelle Saint-Marc de Nuits                                    | Nuits                            | Yonne                   | Bourgogne-Franche-Comté    | classé     | « PA00113767 », notice no PA00113767 | 47° 44′ 17″ nord, 4° 12′ 44″ est   |       |